# No Good (Start the Dance)
"No Good (Start the Dance)" je skladba anglické elektronické skupiny The Prodigy vydaná jako sedmý singl dne 16. května 1994. Byl rovněž druhým singlem z alba Music for the Jilted Generation. Singl dosáhl 4. místo v žebříčku UK Singles Chart a 7. místo v Norsku. Za rok 1994 se ve Spojeném království prodalo 235 000 kopií singlu. Existuje také drum and bassový remix, který vytvořil DJ SS. V létě 2010 se stal populárním nový remix propagovaný skupinou Swedish House Mafia.

## Seznam skladeb
CD singel
1. „No Good (Start the Dance)“ (edit) – 4:01
2. „No Good (Start the Dance)“ (Bad for You mix) – 6:52
3. „No Good (Start the Dance)“ (CJ Bolland Museum mix) – 5:14
4. „No Good (Start the Dance)“ (original mix) – 6:22

12" singel
1. „No Good (Start the Dance)“ (original mix) – 6:22
2. „No Good (Start the Dance)“ (Bad for You mix) – 6:52
3. „No Good (Start the Dance)“ (CJ Bolland Museum mix) – 5:14

## Pozice v žebříčcích
| Žebříček (1994)                      | Vrcholová pozice |
| ------------------------------------ | ---------------- |
| Austrálie (ARIA)                     | 45               |
| Holandsko (Mega Single Top 100)      | 3                |
| Irsko (IRMA)                         | 4                |
| Německo (Media Control Charts)       | 4                |
| Norsko (VG-lista)                    | 7                |
| Rakousko (Ö3 Austria Top 75)         | 6                |
| Švýcarsko (Schweizer Hitparade)      | 8                |
| Švédsko (Sverigetopplistan)          | 22               |
| UK Singles (Official Charts Company) | 4                |